# James Davison

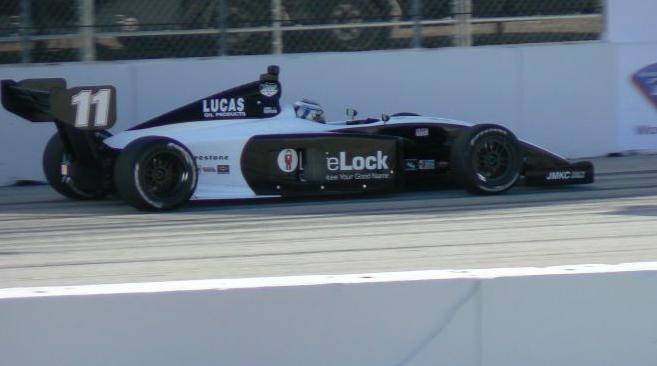
Davison in de Indy Lights in St. Petersburg

James Davison (Melbourne, 28 augustus 1986) is een autocoureur uit Australië. Zijn vader Jon Davison heeft deelgenomen aan Formule 5000-races en was lange tijd de promotor van race-evenementen op de Sandown Raceway. Zijn opa Lex Davison won de Grand Prix van Australië viermaal. Ook is hij een neef van V8 Supercars-coureurs Alex en Will Davison. Zijn stiefopa Tony Gaze heeft deelgenomen aan enkele Formule 1-races.

## Carrière

### Vroege carrière
In 2004 maakte Davison zijn debuut in de Formule Ford in zijn thuisland, waarbij hij in zowel het Victoriaanse en het nationale kampioenschap reed. Aan het eind van 2004 kreeg hij een beurs bij de BMW Junior Scholarship Finals op het Circuit Ricardo Tormo Valencia. In 2005 nam hij deel aan de Formule BMW USA Junior Series, waarbij hij zich op de eerste rij kwalificeerde in het voorprogramma van de Formule 1-race in Canada op het Circuit Gilles Villeneuve. Ook won hij in het voorprogramma van de race in Amerika op de Indianapolis Motor Speedway, was hij tweede op het stratencircuit van Denver en op het Mid-Ohio Sports Car Course en derde op Barber Motorsports Park en Road Atlanta. Door deze resultaten werd Davison onderdeel van het Confederation of Australian Motorsport Elite Driver Program, waarmee hij naar het Australian Institute of Sport mocht en financiële support kreeg van de Foundation. Aan het eind van het seizoen werd hij tiende in zowel de kwalificatie als de race van de Formule BMW Final op het Bahrain International Circuit.
In 2006 bleef Davison rijden in de Verenigde Staten, waarbij hij in de Formula Atlantic voor Team Australia reed. Na de ronde op Denver werd hij door het team vervangen door zijn landgenoot Michael Patrizi. In 2007 stapte Davison over naar het Star Mazda Championship. Voor het team Velocity Motorsports eindigde hij met drie pole positions en één overwinning op Mosport Park als tweede in het kampioenschap achter Dane Cameron.

## Indy Lights
In 2008 stapte Davison over naar de Indy Lights, waarbij hij voor Sam Schmidt Motorsports uitkwam. In de eerste helft van het seizoen had hij het moeilijk, maar op Mid-Ohio behaalde hij zijn eerste pole position. In de laatste ronde van deze race lag hij tweede achter Jonny Reid, die in plaats van over de finishlijn de pits inreed, waardoor Davison de race won. Hij kreeg ook de Sunoco Most Improved Driver Award op de IRL Championship Celebration in Las Vegas. In 2009 reed Davison opnieuw in de Indy Lights, maar nu voor het nieuwe team Vision Racing en won opnieuw op Mid-Ohio. Op één race na eindigde hij alle races in de top 10, waarbij hij tweede werd in het kampioenschap achter J.R. Hildebrand.

## Sportwagens
In 2010 maakte Davison zijn debuut in de sportwagens in de Grand-Am Series, waarbij hij zevende werd in de Sahlen's Six Hours of The Glen voor Starworks Motorsports Corsa Car Care Dinan-BMW Riley naast Ryan Dalziel en Mike Forest op Watkins Glen International. Hierna reed hij in de 6 uur van Watkins Glen Crown Royal 200. In 2011 reed hij voor Michael Shank Racing op Laguna Seca.

## IndyCar Series
In november 2011 testte Davison voor Andretti Autosport op de Palm Beach International Raceway in Florida. Hij deelde deze auto met Indy Lights-coureur Gustavo Yacamán.
In 2013 testte Davison een auto voor Dale Coyne Racing op Mid-Ohio. Enkele weken later werd bekend dat hij de auto zou gaan rijden tijdens de race op dat circuit. Hij eindigde deze race als vijftiende, waarna hij ook de race op de Sonoma Raceway reed, waarin hij als achttiende eindigde.
In 2014 reed Davison de Indianapolis 500 voor KV Racing Technology.

## Resultaten
IndyCar Series resultaten (aantal gereden races, aantal maal in de top 5 van een race, eindpositie kampioenschap en punten)
| Jaar | Races | 1ste | 2de | 3de | 4de | 5de | Rang | Ptn |
| ---- | ----- | ---- | --- | --- | --- | --- | ---- | --- |
| 2013 | 2     | -    | -   | -   | -   | -   | 32   | 27  |
| 2014 | 1     | -    | -   | -   | -   | -   | 28   | 34  |

### Resultaten Indianapolis 500
| Jaar | Chassis | Motor     | Start | Finish | Team                 |
| ---- | ------- | --------- | ----- | ------ | -------------------- |
| 2014 | Dallara | Chevrolet | 28    | 16     | KV Racing Technology |

## Trivia
- Davison nam ook deel als stuurman als onderdeel van de winnende roeicrew van het Scotch College in 2003.

Coureurs:
 Anthony Alfredo - Aric Almirola - Christopher Bell - Josh Bilicki - Ryan Blaney - Alex Bowman - Chase Briscoe - Chris Buescher - Kurt Busch - Kyle Busch - William Byron - Ross Chastain - Derrike Cope - Cole Custer - James Davison - Matt DiBenedetto - Austin Dillon - Chase Elliott - Justin Haley - Denny Hamlin - Kevin Harvick - Quin Houff - Erik Jones - Brad Keselowski - Corey LaJoie - Kyle Larson - Joey Logano - Michael McDowell - B. J. McLeod - Ryan Newman - Tyler Reddick - Garrett Smithley - Ricky Stenhouse jr. - Daniel Suárez - Martin Truex jr. - Bubba Wallace - Cody Ware - J.J. Yeley

Teams:
 23XI Racing - Chip Ganassi Racing - Front Row Motorsports - Hendrick Motorsports - Joe Gibbs Racing - JTG Daugherty Racing - Live Fast Motorsports - Petty Ware Racing - Richard Childress Racing - Richard Petty Motorsports - Rick Ware Racing - Roush Fenway Racing - Spire Motorsports - StarCom Racing - Stewart Haas Racing - Team Penske - Trackhouse Racing Team - Wood Brothers Racing